# Learner Tien
Learner Tien (* 2. Dezember 2005 in Irvine, Kalifornien) ist ein US-amerikanischer Tennisspieler.

## Persönliches
Tien beendete seine Schulausbildung an einer Charter High School 2022.

## Karriere
Tien spielte bis Ende 2023 auf der ITF Junior Tour. Dort konnte er mit Rang 4 seine höchste Notierung in der Rangliste erreichen. Bei den Grand-Slam-Turnieren war 2022 sein bestes Resultat zunächst das Erreichen des Viertelfinals in Wimbledon. In seinem letzten Jahr als Junior erreichte er zwei Grand-Slam-Endspiele: bei den Australian Open unterlag er Alexander Blockx, bei den US Open João Fonseca. Im Doppel gewann er in Australien den einzigen Junior-Grand-Slam-Titel mit Cooper Williams.
Bei den Profis spielte Tien ab Mitte 2022 erste Turniere der Profis, allesamt auf der drittklassigen ITF Future Tour. Hier schaffte er mit einem Halbfinale und einem Finale im Einzel erste Erfolge zu erzielen, die ihn in die Top 1000 der Weltrangliste, bis auf Platz 872 führten. Bei den nationalen Meisterschaften der Unter-18-Jährigen, den USTA Boys’ 18s National Championships setzte sich Tien als Achter der Setzliste durch, was ihm eine Wildcard für den Start bei den US Open 2022 der Profis einbrachte. Bei seiner Premiere auf der ATP Tour verlor der US-Amerikaner gegen den 32. der Setzliste, den Serben Miomir Kecmanović, in vier Sätzen, konnte aber zumindest einen Satz gewinnen. Er war einer der jüngsten Spieler, die je bei den US Open spielten.

## Erfolge
| Legende (Anzahl der Siege) |
| Grand Slam                 |
| ATP Finals                 |
| Next Gen Finals            |
| ATP Tour Masters 1000      |
| ATP Tour 500               |
| ATP Tour 250               |
| ATP Challenger Tour (3)    |

### Einzel

#### Turniersiege
| Nr. | Datum              | Turnier          | Belag     | Finalgegner         | Ergebnis      |
| --- | ------------------ | ---------------- | --------- | ------------------- | ------------- |
| 1.  | 7. Juli 2024       | Bloomfield Hills | Hartplatz | Nishesh Basavareddy | 4:6, 6:3, 6:4 |
| 2.  | 15. September 2024 | Las Vegas        | Hartplatz | Tristan Boyer       | 7:5, 1:6, 6:3 |
| 3.  | 13. Oktober 2024   | Fairfield        | Hartplatz | Bernard Tomic       | 6:0, 6:1      |

#### Finalteilnahmen

##### Next Generation ATP Finals
| Nr. | Datum             | Turnier  | Belag         | Finalgegner  | Ergebnis            |
| --- | ----------------- | -------- | ------------- | ------------ | ------------------- |
| 1.  | 22. Dezember 2024 | Dschidda | Hartplatz (i) | João Fonseca | 4:2, 3:48, 0:4, 2:4 |

## Abschneiden bei Grand-Slam-Turnieren

### Junioreneinzel
| Turnier         | 2022 | 2023 | Karriere |
| --------------- | ---- | ---- | -------- |
| Australian Open | —    | F    | F        |
| French Open     | —    | HF   | HF       |
| Wimbledon       | VF   | —    | VF       |
| US Open         | 1    | F    | F        |

### Juniorendoppel
| Turnier         | 2022 | 2023 | Karriere |
| --------------- | ---- | ---- | -------- |
| Australian Open | —    | S    | S        |
| French Open     | —    | VF   | VF       |
| Wimbledon       | AF   | —    | AF       |
| US Open         | AF   | —    | AF       |

Zeichenerklärung: S = Turniersieg; F, HF, VF, AF = Einzug ins Finale / Halbfinale / Viertelfinale / Achtelfinale; 1, 2, 3 = Ausscheiden in der 1. / 2. / 3. Hauptrunde; nicht ausgetragen